# Teofano (tysk-romersk kejsarinna)
Ej att förväxla med den bysantinska kejsarinnan Teofano.

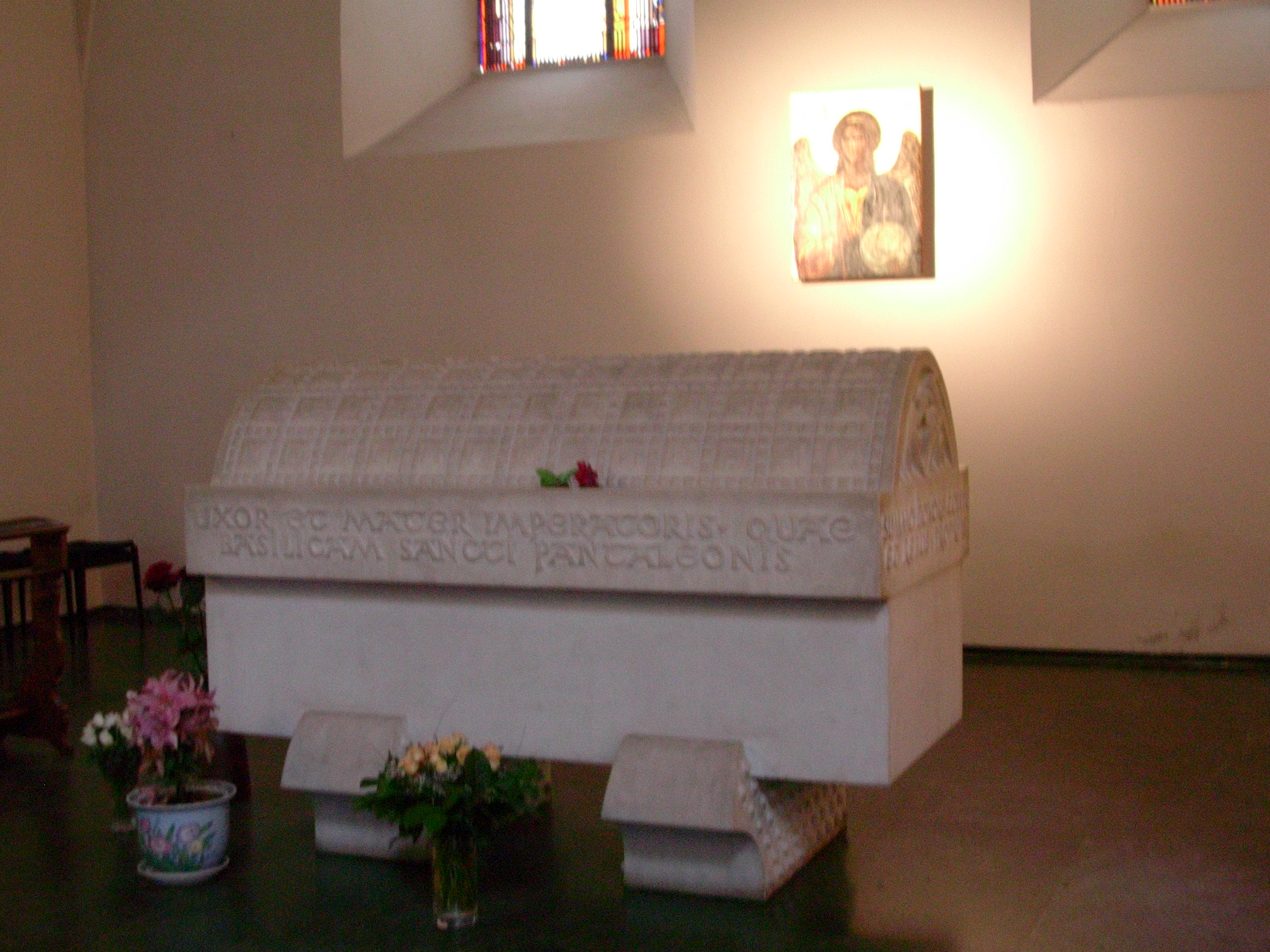
Tysk-romerska kejsarinnan Teofanos sarkofag i Sankt Pantaleonskyrkan i Köln.

Teofano av Bysans, född 960, död 15 juni 991, var tysk-romersk kejsarinna; gift 972 med Otto II (tysk-romersk kejsare). Hon var Tysklands regent som förmyndare för sin son 983–991.

## Biografi
Teofano var en släkting till kejsar Johannes I Tzimiskes; hennes föräldrar är obekräftade. Troligen var hon kejsarens syster- eller brorsdotter.
Äktenskapet arrangerades vid en tidpunkt då förhållandet mellan de tyska och bysantinska kejsarna var spänt på grund av det tyska kejsardömets expansion i södra Italien, som tidigare legat under bysantinsk myndighet. Otto I hade länge velat höja sin status som kejsare och hade länge utan framgång försökt arrangera ett äktenskap med sin son och kejsardottern Anna av Bysans.

### Kejsarinna
Vigseln ägde rum den 14 april 972 i Peterskyrkan i Rom. Hennes man var då medregent till sin far, och Teofano kröntes troligen till kejsarinna samma dag. Hon mottog de omstridda territorierna i södra Italien som morgongåva. Kejsarhovet färdades ständigt från slott till slott, men barnen uppfostrades i kloster eller i biskopsbostäder. Ett av de mest använda residensen var Valkhof i Nijmegen. Teofano antog de nya titlarna Consors Regni, "Första dam" och coimperatrix, "medregent", som hon troligen fört med sig från Bysans och var den första tysk-romerska kejsarinnan som avbildades jämsides maken i stället för lägre än honom. Hon tros ha utövat inflytande över makens regering.

### Regent
Vid makens död i Italien 983 lät hon kröna sin son innan någon hann reagera och försäkrade sig snabbt om hans installation som kejsare och om viktiga makthavares trohetsed till honom. År 985 hade hon också försäkrat sig om ställningen som sonens förmyndarregent och lät i egenskap av regent kalla sig imperatrix ("kejsarinnan"), något som var nytt i sammanhanget.

## Barn
1. Sofia I, 975–1039
2. Adelheid I, 977–1045
3. Matilda, 978–1025
4. Otto III, 980–1002